# Turkmenistan vid världsmästerskapen i simsport 2024
Turkmenistan tävlade vid världsmästerskapen i simsport 2024 i Doha i Qatar mellan den 2 och 18 februari 2024. Turkmenistan hade en trupp på fyra idrottare, varav två kvinnor och två män.

## Tävlande per sport
Följande är en lista över antalet tävlande per sport.
| Sport   | Herrar | Damer | Totalt |
| ------- | ------ | ----- | ------ |
| Simning | 2      | 2     | 4      |
| Totalt  | 2      | 2     | 4      |

## Simning
Herrar
| Idrottare     | Gren          | Heat  | Heat      | Semifinal        | Semifinal        | Final            | Final            |
| Idrottare     | Gren          | Tid   | Placering | Tid              | Placering        | Tid              | Placering        |
| ------------- | ------------- | ----- | --------- | ---------------- | ---------------- | ---------------- | ---------------- |
| Musa Zhalayev | 50 m frisim   | 24,10 | 63        | Gick inte vidare | Gick inte vidare | Gick inte vidare | Gick inte vidare |
| Musa Zhalayev | 100 m frisim  | 52,04 | 58        | Gick inte vidare | Gick inte vidare | Gick inte vidare | Gick inte vidare |
| Merdan Ataýew | 50 m ryggsim  | 26,25 | 29        | Gick inte vidare | Gick inte vidare | Gick inte vidare | Gick inte vidare |
| Merdan Ataýew | 100 m ryggsim | 57,21 | 37        | Gick inte vidare | Gick inte vidare | Gick inte vidare | Gick inte vidare |

Damer
| Idrottare               | Gren          | Heat    | Heat      | Semifinal        | Semifinal        | Final            | Final            |
| Idrottare               | Gren          | Tid     | Placering | Tid              | Placering        | Tid              | Placering        |
| ----------------------- | ------------- | ------- | --------- | ---------------- | ---------------- | ---------------- | ---------------- |
| Anastasiya Morginshtern | 50 m frisim   | 28,98   | 75        | Gick inte vidare | Gick inte vidare | Gick inte vidare | Gick inte vidare |
| Anastasiya Morginshtern | 100 m frisim  | 1.02,63 | 62        | Gick inte vidare | Gick inte vidare | Gick inte vidare | Gick inte vidare |
| Aynura Primova          | 100 m ryggsim | 1.09,56 | 51        | Gick inte vidare | Gick inte vidare | Gick inte vidare | Gick inte vidare |
| Aynura Primova          | 200 m ryggsim | 2.33,02 | 32        | Gick inte vidare | Gick inte vidare | Gick inte vidare | Gick inte vidare |